# Otto Dilthey
Friedrich Otto Dilthey (* 19. Juli 1877 in Rheydt; † 24. Oktober 1929 auf dem Rittergut Suzemin bei Preußisch Stargard (Westpreußen)) war ein deutscher Jurist, Landrat und Ministerialbeamter.

## Leben
Otto Dilthey wurde 1901, nachdem er ab 1899 Referendar gewesen war, an der Universität Erlangen mit dem Thema Vergleich der Wirkungen der gemeinrechtlichen exceptio rei venditae et traditae mit BGB §185 Abs. 2 zum Dr. jur. promovierte. 1908 wurde er zusätzlich an der Universität Heidelberg mit dem Thema Die Entwicklung der Baumwollindustrie im niederrheinischen Industriebezirk bis zum Niedergang der Hausindustrie zum Dr. phil. promoviert.
1904 wurde er Assessor und war ab 11. Oktober 1911 kommissarischer Landrat des Kreises Uslar. Von 1912 bis 11. September 1915 war er hier ordentlicher Landrat. In dieser Funktion war er in den Bau der Bahnstrecke Uslar–Schönhagen (Han) eingebunden. Von 1917 bis 1920 war er kommissarischer Landrat des Landkreises Allenstein.
1920 erhielt er die Amtsbezeichnung Geheimer Regierungsrat und den Rang eines Vortragenden Rates. In dieser Funktion war er bis 1924 Referent beim Reichskommissar für die besetzten rheinischen Gebiete in Koblenz. 1922 wurde er als Ministerialrat mit der Amtsbezeichnung Ministerialdirektor Stellvertreter des Reichskommissars Hermann Fürst von Hatzfeld-Wildenbruch (bis 1923 und anschließend unbesetzt) und Ernst Freiherr Langwerth von Simmern (ab 1925). 1924 wechselte Dilthey in das neu eingerichtete Reichsministerium für die besetzten Gebiete, blieb aber stellvertretender Reichskommissar. Im Mai 1926 wurde er als Ministerialdirektor im Ringtausch mit Raban Graf Adelmann von Adelmannsfelden, welcher stellvertretender Reichskommissar wurde, in die Abteilung I des Ministeriums versetzt. 
Am 13. September 1916 heiratete er in Suzemin Elisabeth Anna Sophie Albrecht (1897–1948), eine Angehörige der Familie Albrecht, welche das Rittergut Suzemin besaßen. 